# Aarão Ben Assor
Aarão Ben Assor, também conhecido como Aarão Bap Maysés, foi um rabino do século X. Nasceu em Barcelona, ou em Tiberíades. Escreveu um tratado que se imprimiu em 1517, sobre a acentuação da língua hebraica relacionada com o texto hebreu da Bíblia. Este trabalho teve como conseqüência a formação de duas seitas de judeus.